# Rio Tapauá
Le rio Tapauá est un cours d'eau brésilien qui baigne l'État d'Amazonas. C'est le principal affluent du rio Purus, donc un sous-affluent du rio Solimões, nom brésilien du cours moyen de l'Amazone en amont de Manaus.

## Géographie
Son bassin de situe entre le rio Juruá et le rio Purus. Il naît à 50 km environ du rio Juruá et suit un cours parallèle à ce dernier pendant 300 km, puis prend la direction de l'est et rejoint le rio Purus en rive gauche, 150 km en amont du port fluvial de Tapauá (20 000 habitants). Il ne baigne donc pas cette ville qui porte son nom, mais dont l'immense territoire communal forestier et très peu peuplé englobe néanmoins la quasi-totalité de son bassin.
Sa longueur est de 550 km environ. Mais le rio Cuniua, son principal affluent, est aussi large que lui, nettement plus long (720 km), et couvre plus de la moitié du bassin versant (38 300 km2 sur 63 600). Le rio Cuniua suit un cours parallèle au rio Purus et rejoint le rio Tapauá 70 km avant son embouchure. Il a lui-même un affluent important : le rio Piranha (230 km).